# Pneumatopteris oppositifolia
Pneumatopteris oppositifolia är en kärrbräkenväxtart som först beskrevs av William Jackson Hooker, och fick sitt nu gällande namn av Holtt. Pneumatopteris oppositifolia ingår i släktet Pneumatopteris och familjen Thelypteridaceae. Inga underarter finns listade.